# Філоненко Олександр Семенович
Філоненко Олександр Семенович (нар. 18 жовтня 1968, Кисловодськ) — український філософ, православний теолог, публічний інтелектуал, доктор філософських наук, доцент філософського факультету ХНУ імені В. Н. Каразіна.

## Біографія
Олександр Філоненко народився у місті Кисловодськ 18 жовтня 1968 року. Він здійснив вступ на фізико-технічний факультет Харківського державного університету, який успішно закінчив у 1993 році. Пізніше він продовжив свою освіту в аспірантурі, де вивчав теорію європейського Відродження на кафедрі філософії.
У 2023 році став амбасадором благодійного фонду «Громадянин».

## Діяльність
Філоненко має значну академічну кар'єру, зокрема викладацьку практику у таких освітніх закладах, як Біблійсько-Богословського інституту св. апостола Андрія (ББІ, Москва), Інституту релігійних наук св. Фоми Аквінського (Київ), Московського, Мінського та Київського літніх богословських інститутів. Серед його здобутків також входять понад 10 академічних статей трьома мовами. Він також брав участь в багатьох науково-дослідницьких закордонних проєктах закордоном.
Філоненко багато працює в публічній сфері, наприклад, читає лекції на таких платформах, як Cowo.guru та Otium.academy, а також часто дає інтерв'ю на різних гуманітарних ютуб-майданчиках. Частіше відомий завдяки лекціям присвяченим Данте, а також іншим блискучим авторам європейської літератури та їх творам. Філоненко також вважається співтворцем Центру європейської культури «Данте» та громадської організації «Еммаус» (Харків), а також головним редактором академічного журналу «Койнонія».
Представник в Україні «Вісника Російського Християнського Руху» (рос.: «Вестник Русского Христианского Движения»), котрий друкується у Москві (Росія) разом із видавництвом «Російський шлях» (рос.: «Русский путь»).  «Вісник РХД» — найстаріший російський православний журнал, що поєднує богослов'я, релігійну філософію, літературу та громадські питання.

## Книги
- Филоненко А. Жизнь для меня Христос. Митрополит Антоний Сурожский. Киев: Дух і літера, 2015.  — 80 с.
- Филоненко А. Присутствие Другого и благодарность: контуры евхаристической антропологии. — Харьков, 2018. — 392 с.
- Филоненко А. Океан тайны. − Киев: Дух і Літера, Харьков: ДантеЦентр, 2019. — 312 с.